# 医疗器械

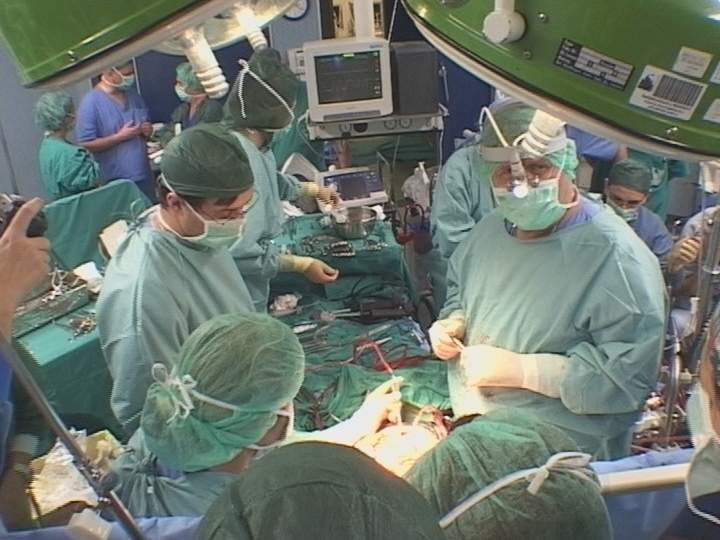
醫療設備

医疗器械（Medical Device），在台灣稱為醫療器材（Medical Device），又作医疗设备或医疗仪器（Medical Equipment），用于医疗工作的诊断（diagnosis）、监护（Monitoring）和治疗（treatment）。

## 分类
- 基础外科手术器械、显微外科手术器械、神经外科手术器械

- 眼科手术器械、耳鼻喉科手术器械、口腔科手术器械

- 胸腔心血管外科手术器械、腹部外科手术器械、泌尿肛肠外科手术器械

- 矫形外科（骨科）手术器械、妇产科用手术器械、计划生育手术器械

- 注射穿刺器械、烧伤（整形）科手术器械、普通诊察器械

- 医用电子仪器设备、医用光学器具、仪器及内窥镜设备、医用超声仪器及有关设备

- 医用激光仪器设备、医用高频仪器设备、物理治疗及康复设备

- 中医器械、医用磁共振设备、医用X射线设备

- 医用X射线附属设备及部件、医用高能射线设备、医用核素设备

- 医用射线防护用品、装置临床检验分析仪器、医用化验和基础设备器具

- 体外循环及血液处理设备、植入材料和人工器官、手术室、急救室、诊疗室设备及器具

- 口腔科设备及器具、病房护理设备及器具、消毒灭菌设备及器具

- 医用冷疗、低温、冷藏设备及器具、口腔科材料、医用卫生材料及敷料

- 医用缝合材料及粘合剂、医用高分子材料及制品软件

## 功能
医疗器械的基本功能：
- 诊断设备，包括成像诊断（medical imaging）设备，用于辅助诊断。例如：超声成像（Medical ultrasonography）和磁共振成像（MRI）设备，正电子断层扫描仪（PET，positron emission tomography）和CT（computed tomography）扫描仪和X射线成像设备。

- 治疗设备，包括输液泵或注射泵（infusion pump），医疗激光和屈光性角膜成形术激光设备（LASIK）。

- 生命维持（Life support）设备，用于维持一个人的生命功能，包括医用呼吸机（medical ventilator），麻醉仪（anaesthetic machine），心肺机（heart-lung machines），体外膜氧合（ECMO）和透析器。

- 医用监护仪（Medical monitor），用于医护人员测量患者的健康状态。监护仪测量患者的生命特征信息（vital sign）和其他指标，包括心电图（ECG），脑电图（Electroencephalography，EEG），血压（blood pressure），和血气（blood gas monitor，dissolved gas）。

- 医学实验室设备，自动化分析或协助分析血液、尿液和基因。

- 家用诊断仪，用于特定目标，例如控制糖尿病的血糖。

一个生物医学设备技术人员（BMET）是医疗服务系统中重要的人物，其负责维护医疗设备，通常受雇于医院。

## 发明年代
- 1895，X光机，由威廉·倫琴发明
- 1903，心电图，由威廉·埃因托芬发明
- 1956，內視鏡，由貝西·霍爾斯科維茨（英语：Basil Hirschowitz）发明
- 1958，超音波檢查，由伊恩·唐納德（英语：Ian Donald）发明
- 1958，心律調節器，由Rune Elmqvist发明
- 1973，電腦斷層掃描，由高弗雷·豪斯費爾德和阿蘭·麥克萊德·科馬克发明
- 1982，人工心脏，由羅伯特·賈維克[1]发明。

## 知名製造商
- 3M
- 美商亞培
- Cameron Health（英语：Cameron Health）
- Cardinal Health（英语：Cardinal Health）
- 波士頓科學
- Beckman Coulter
- Drägerwerk（英语：Drägerwerk）
- GE醫療
- Getinge Group（英语：Getinge Group）
- Heine optotechnik（英语：Heine optotechnik）
- 漢瑞祥
- 嬌生公司
- MAQUET（英语：MAQUET）
- 美敦力
- 飛利浦
- REXMED
- St. Jude Medical（英语：St. Jude Medical）
- 西门子醫療
- 蔡司公司

## 安全标准
參考安全標準